# Orthodillo chiltoni
Orthodillo chiltoni är en kräftdjursart som beskrevs av Albert Vandel1973. Orthodillo chiltoni ingår i släktet Orthodillo och familjen Armadillidae. Inga underarter finns listade i Catalogue of Life.